# Короча (місто)
Короча́ (рос. Короча) — місто, центр Корочанського району Бєлгородської області Росії. Населення міста становить 5 921 особа (2008; 6 046 в 2002, 5,8 тис. в 1989, 5,9 тис. в 1970, 3,9 тис. в 1959, 5,4 тис. в 1939, 14,1 тис. в 1926).

## Географія
Місто розташоване на річці Короча, правій притоці річки Нежеголь (басейн Сіверського Дінця).

## Історія
Короча заснована в 1638 році, статус міста отримала в 1708 році. В 1918—1919 році на місто претендувала Українська Народна Республіка провінція Подоння, проте права на ці землі затвердити не вдалося навіть у складі УРСР. За правління гетьмана Скоропадського на деякий час місто було звільнено від більшовиків німцями і увійшло до складу Української Держави Гетьмана Павла Скоропадського.

## Населення
За переписом 1897 року у місті проживало 10 235 осіб (5 003 чоловіки та 5 232 жінки). Розподіл населення за мовою згідно з переписом 1897 року:
| Мова       | Осіб   | Відсоток |
| ---------- | ------ | -------- |
| російська  | 6 871  | 67,13 %  |
| українська | 3 209  | 31,35 %  |
| єврейська  | 82     | 0,80 %   |
| польська   | 27     | 0,26 %   |
| німецька   | 14     | 0,14 %   |
| циганська  | 12     | 0,12 %   |
| інші       | 20     | 0,20 %   |
| Разом      | 10 235 | 100 %    |

## Економіка
В місті працюють птахофабрика, харчовий комбінат, маслоробний та м'ясопереробний заводи.

## Відомі люди
У місті народилися:
- Колосова Рея Олександрівна — народна артистка України.
- Кононенко Віктор Олімпанович — вчений в галузі механіки, академік АН УРСР.
- Сафонов Яків Васильович — генерал-майор УНР.
- Погорєлов Олексій Васильович — видатний український математик.

## Галерея

Джерело «Ясна криниця»
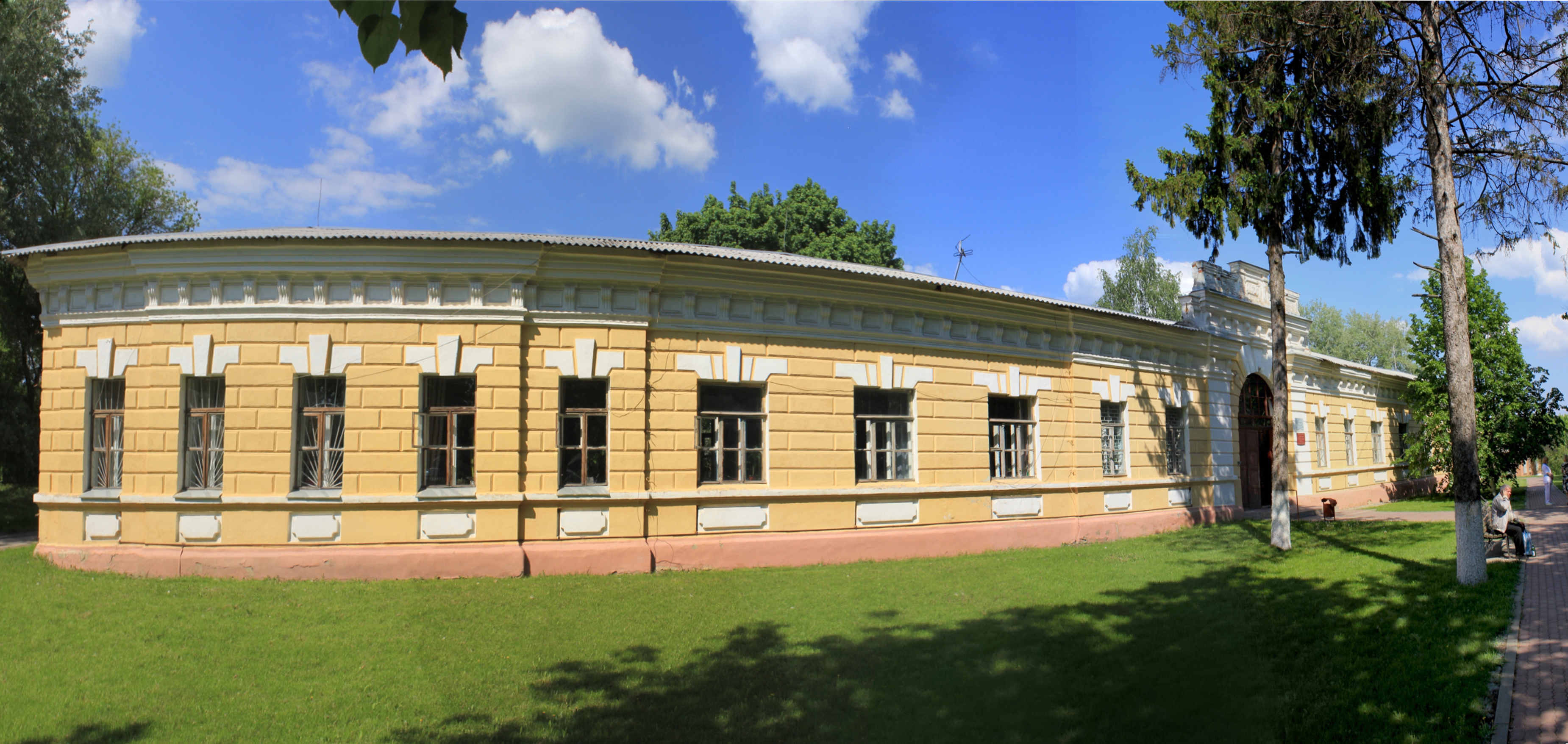
Будівля земської лікарні
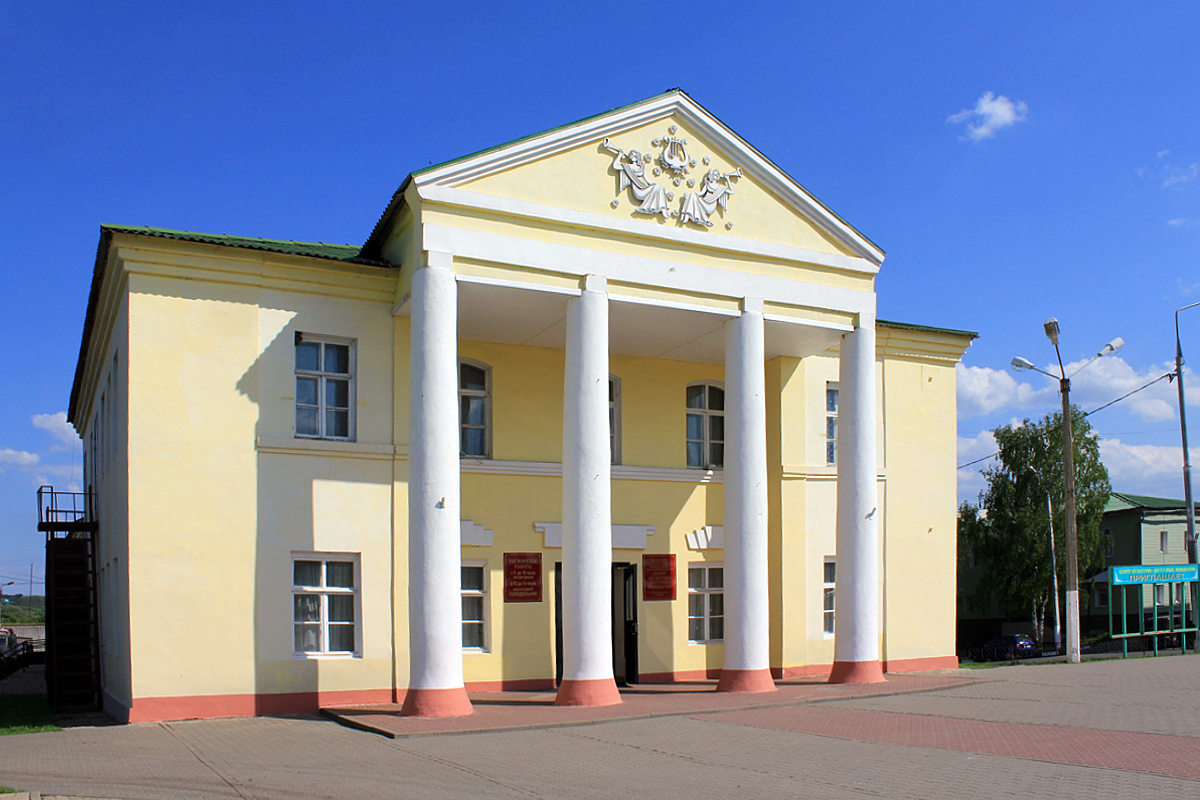
Будинок культури